# Rude Spur
Der Rude Spur ist ein felsiger Gebirgskamm im ostantarktischen Viktorialand. Er führt vom Polarplateau 3 km nordwestlich des Mount Circe zum Balham Lake und zum Balham Valley.
Das Advisory Committee on Antarctic Names benannte ihn 1976 nach dem Ozeanographen Jeffrey D. Rude, der am 12. Oktober 1975 ertrank, nachdem sein Kettenfahrzeug nahe der Erebus-Gletscherzunge vor der Ross-Insel durch eine zu dünne Eisdecke gebrochen war.